# Gesamtschule Obersberg
Die Gesamtschule Obersberg (Abkürzung GSO) ist eine kooperative Gesamtschule in Bad Hersfeld.

## Schulsystem und Organisation
Die Gesamtschule Obersberg, eine auf einem gleichnamigen Hügel am östlichen Rand der Stadt Bad Hersfeld liegende kooperative Gesamtschule mit musikalischer und sportlicher Schwerpunktsetzung, ist Teil eines Schulzentrums mit angegliederten weiterführenden Schulen wie der Modellschule Obersberg im gymnasialen und wirtschaftlichen Bereich sowie den Beruflichen Schulen. Räumliche und personelle Verknüpfungen untereinander erleichtern die Übergänge in die weiterführenden Schulformen.
Die GSO beginnt mit der Jahrgangsstufe 5 und endet spätestens mit der Jahrgangsstufe 10. Die Parallelklassen einer Jahrgangsstufe werden in räumlicher Nähe zueinander untergebracht. In Sport, Religion, Musik sowie im Wahlpflichtunterricht wird z. T. schulzweigübergreifend unterrichtet.
Details zum Selbstverständnis, der Organisation und dem pädagogischen Konzept befinden sich im Schulprogramm.

## Partnerschulen
Die Gesamtschule Obersberg betreibt intensive Partnerschaft mit folgenden Schulen:
- Collège Michelet in Tours/Frankreich (seit 1990)[3]
- Comberton Village College in Comberton bei Cambridge/England (seit 2008)[4]
- Gesamtschule Tapainlinnan in Hyvinkää/Finnland (seit 2008)[5]

## Geschichte
Die Gesamtschule Obersberg besteht seit 1976.

## Auszeichnungen und Zertifikate
Die Schule hat folgende Auszeichnungen und Zertifikate erhalten:
- Deutsche Schachschule
- Schule mit Schwerpunkt Musik
- MINT-freundliche Schule
- Digitale Schule
- Gesundheitsfördernde Schule